# حوله کاغذی
حوله کاغذی (انگلیسی: Paper towel) حوله کاغذی یک حوله جاذب و یکبار مصرف است که از کاغذ ساخته شده است. در بریتانیا، حوله‌های کاغذی برای استفاده در آشپزخانه به عنوان رول آشپزخانه، کاغذ آشپزخانه یا حوله آشپزخانه نیز شناخته می‌شوند. برای مصارف خانگی، حوله‌های کاغذی معمولاً در یک رول از ورق‌های سوراخ‌دار فروخته می‌شوند، اما برخی از آن‌ها به‌صورت پشته‌ای از لایه‌های از پیش برش‌شده و از پیش تا شده برای استفاده در حوله‌های کاغذی فروخته می‌شوند. برخلاف حوله‌های پارچه‌ای، حوله‌های کاغذی یکبار مصرف هستند و تنها برای یک بار استفاده می‌شوند. حوله‌های کاغذی آب را جذب می‌کنند، زیرا به صورت آزاد بافته شده‌اند، که باعث می‌شود آب میان الیاف حرکت کند، حتی در برابر جاذبه (اثر مویرگی). آنها اهدافی مشابه با حوله های معمولی دارند، مانند خشک کردن دست ها، پاک کردن پنجره ها و سایر سطوح، گردگیری و تمیز کردن مواد ریخته شده. حوله‌های کاغذی معمولاً در توالت‌های مشترک استفاده می‌شوند، زیرا اغلب بهداشتی‌تر از خشک‌کن‌های دستی با هوای گرم یا حوله‌های پارچه‌ای مشترک در نظر گرفته می‌شوند.

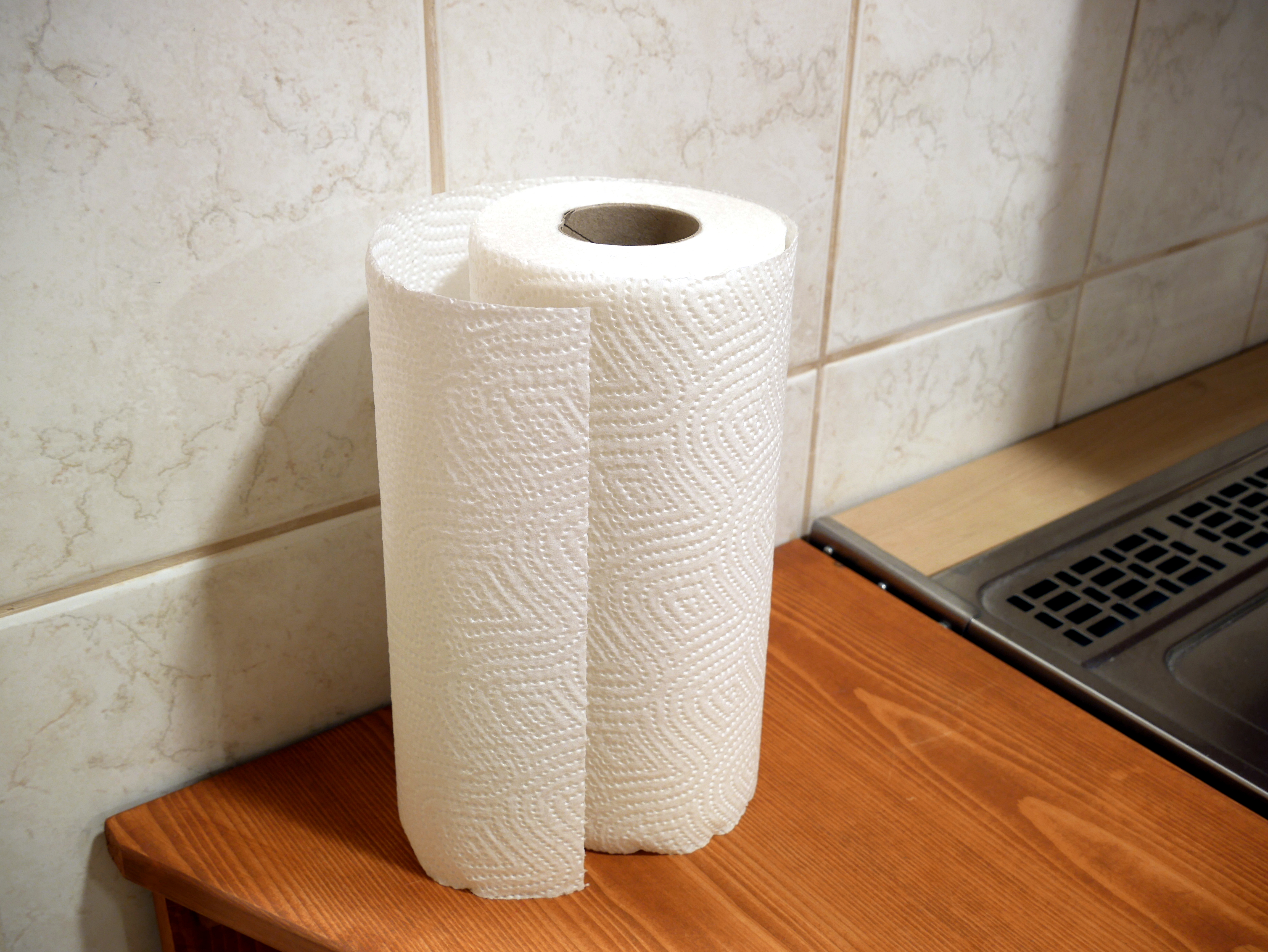
یک رول حوله کاغذی